# Громовское кладбище
Громовское кладбище — старообрядческое кладбище в Московском районе Санкт-Петербурга.
Кладбище занимает часть квартала, ограниченного улицами Старообрядческой и Ялтинской (часть Митрофаньевской транспортной связки — дублёра Московского проспекта) и основного хода Балтийского вокзала.
Адрес: Старообрядческая улица, 6

## История
Громовское кладбище было открыто в 1835 году на земле, пожертвованной купцом-миллионером Ф. Г. Громовым, в честь которого и было названо. До 1917 года принадлежало старообрядцам-поповцам Белокриницкого согласия. С 1939 года кладбище закрыто для захоронений.
Посещаемых могил на Громовском кладбище на сегодняшний день очень мало, многие надгробия повреждены или утрачены. До наших дней уцелело несколько десятков памятников над купеческими могилами Рахмановых, Цековых, Головиных, Кашиных, Капустиных, Акимовых, Михалевых. Они дают некоторое представление о характере старообрядческой эпитафии, которая сохранялась неизменной на протяжении многих десятилетий: фамилия, имя, отчество, звание усопшего; год, число и час смерти; возраст, чаще всего с точностью до дней; как правило, день ангела. Дата рождения обычно не указывалась.
В 1912—1915 годах по проекту архитектора Н. Г. Мартьянова на кладбище построили Собор Покрова Пресвятой Богородицы (не сохранился).

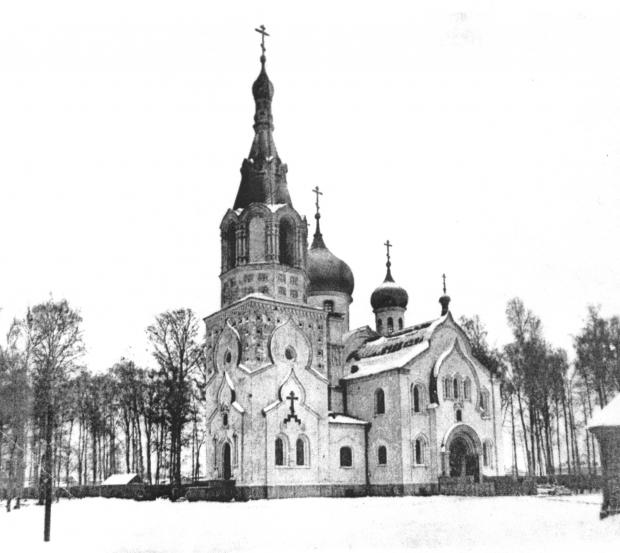
Старообрядческий собор Покрова Пресвятой Богородицы на Громовском кладбище (не сохр.)

Кладбище было включено в городской план благоустройства на 2008 год.
С 1 октября 2009 года на кладбище открыты новые участки для захоронений.